# Borburata
Borburata es una localidad venezolana situada en el Estado Carabobo, a pocos kilómetros de Puerto Cabello, el puerto marítimo más importante, y de mayor valor económico de Venezuela.

## Historia
En tiempos precolombinos Borburata era el punto de conexión entre los amerindios que llegaban con productos marinos y aquellos que venían de la laguna de Tacarigua a través del camino de Vigirima. La zona constituía el extremo occidental de la región usualmente habitada por los caribes.

### Primer siglo de la colonia
Borburata tuvo un papel importante durante los tiempos de la Conquista de Venezuela. Felipe von Hutten de la casa Welser de Augsburgo pasó por el sitio en una entrada que realizó desde Coro en 1541 rumbo a los Llanos.
El segoviano Juan de Villegas fundó Borburata oficialmente el 24 de febrero de  1548. Ese era el puerto donde calaban los barcos europeos en el centro de la Provincia de Venezuela. Durante los primeros tiempos no existía Puerto Cabello y a la villa se le nombraba indistintamente como Borburata y Burburata. Desde allí se realizaron diferentes entradas para la conquista y colonización de los valles de Tacarigua y, posteriormente, para la penetración a los valles de los indios Caracas.
Durante el siglo XVI y XVII sufrió numerosos ataques de piratas.
En 1555 piratas franceses al mando de Jean Sorel ocuparon la aldea durante seis días.
El 7 de septiembre de 1561 el rebelde Lope de Aguirre atracó en este puerto proveniente de la isla de Margarita. Los vecinos habían huido previamente de la zona al conocer de los desmanes cometidos por sus marañones del Perú. Tras un par de días, Lope de Aguirre continuaría hacia Nueva Valencia del Rey.

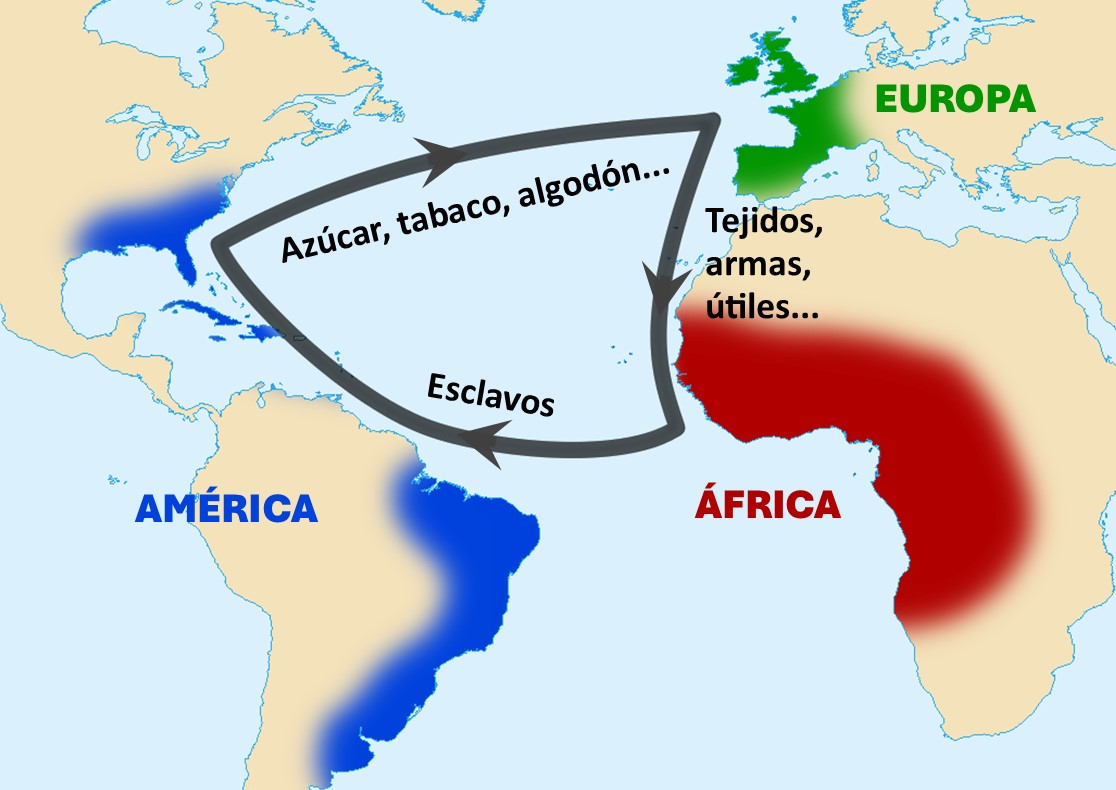
Mapa del comercio triangular atlántico.

El 3 de abril de 1565 el corsario y negrero inglés Sir John Hawkins, favorito de la reina Isabel I, inició en Borburata el comercio triangular de esclavos africanos en la costa norte de Sur América. Después de prolongadas negociaciones y de haber amenazado con destruir el sitio si no se le permitía vender su cargamento, los vecinos le dieron licencia de venta. 
Durante las siguientes semanas Hawkins estuvo vendiendo más de ciento cuarenta esclavos africanos y productos europeos. El 3 de mayo al anochecer Hawkins abandonó el puerto. En ese momento un grupo de indígenas atacó a los españoles, pero como estos estaban en vigilancia por la llegada de los ingleses, consiguieron rechazarlos con facilidad.
En 1566 el pirata John Lovell, socio de Hawkins, llegó a Borburata junto al pirata Jean Bontemps con esclavos que habían robado de los portugueses en ataques a los barcos de estos entre Cabo Verde y la costa africana. Los vecinos de Borburata inicialmente resistieron a comprar más esclavos puesto que temían ser castigados por la Real Audiencia de Santo Domingo: la visita anterior había significado la violación de las leyes de no comerciar con fuerzas extranjeras y había contribuido a la destitución del gobernador Alonso Bernaldez. 
Lowel y Bontemps invitaron a un grupo de vecinos de Borburata a sus barcos, los encerraron allí y tomaron 1500 pesos de dos visitantes de Nueva Granada y les dieron a cambio veintiséis esclavos. Cuando los vecinos volvieron a tierra, los lugareños no creyeron a los neogranadinos que les habían robado el dinero, sino que este era el pago por los esclavos. En consecuencia, los incautaron.
En septiembre de 1566 el bucanero francés Nicolas Vallier saqueó el pueblo.
El 17 de abril de 1568 Hawkins acompañado de su sobrino Francis Drake volvió con una flota más grande con el fin de vender esclavos africanos. Los esclavos eran capturados de sus incursiones piratas desde Cabo Verde hasta Gambia. Después de tantas invasiones, los residentes habían huido a Nueva Valencia del Rey. Hawkins permaneció en el puerto y envió una carta al gobernador del momento, que se hallaba en Caracas, y otra al obispo en Valencia, con el fin de pedir licencia de venta. Mientras, ya había estado vendiendo de manera subrepticia. 
El obispo le escribió que haría lo que podría, a lo que Hawkins le envió dos esclavos y 12 cucharas de plata. De vuelta recibió casi al mismo tiempo las gracias del obispo y la respuesta negativa del gobernador, que no quería que le ocurriese lo que le había ocurrido al gobernador anterior. Cuando los lugareños supieron de esto, comenzaron a alejarse de las ventas. Uno de ellos convenció a Hawkins de que si marchaba hacia Nueva Valencia, quizás podría convencer a la gente. Un grupo de unos 40 soldados marcharon a Nueva Valencia del Rey, pero la hallaron desolada y con tan solo unas gallinas que el obispo había dejado para ellos. Hawkins permaneció en el puerto hasta comienzos de junio y tras carenar sus barcos, Francis Drake recibe el mando del Judith. 
Durante ese tiempo siguió vendiendo de manera furtiva y tras más de un mes, partió hacia Curazao. Esta nueva incursión de piratas llevó al casi completo abandono del puerto de Borburata. Muchos vecinos europeos prefirieron mudarse a Valencia y otros lugares.
El conquistador Pedro Malaver de Silva desembarcó en Borburata con varios cientos de colonos y sus familias a finales de mayo de 1569. Era una de las expediciones más numerosas del siglo XVI en Venezuela. De allí siguió hacia Nueva Valencia del Rey en busca de El Dorado. Días después, los hermanos Bravo de Montemayor y los 150 hombres que permanecían con ellos pasaron por el puerto de Borburata, donde se encontraban los barcos de don Pedro, custodiados por 30 soldados. Como don Pedro había recibido un préstamo de 1000 ducados que no fue devuelto, los hermanos Bravo cargaron en su embarcación alimentos y enseres equivalentes a esa suma. Además, los 30 soldados que custodiaban las naves decidieron unirse a ellos y zarparon juntos.

### SigloXVIII
Borburata terminó de perder importancia como puerto con el desarrollo de Puerto Cabello, donde la Real Compañía Guipuzcoana estableció sus instalaciones hacia 1730.
Durante la Guerra del Asiento en 1743 sirvió de refugio temporal y base de operaciones de la flota inglesa del comodoro Charles Knowles para el ataque a Puerto Cabello entre el 26 de abril y el 7 de mayo. Incluso llegó a desembarcar algunas tropas, pero tuvo que retirarse ante las inmensas bajas, después de un intercambio de prisioneros con el gobernador Zuloaga (quien fue herido en la lucha).
A finales del siglo XVIII el pueblo se refundó más tierra adentro. La iglesia se comenzó a erigir hacia 1751.
En tiempos de Alexander von Humboldt la zona entre Borburata y Puerto Cabello tenía importantes plantaciones de plátanos y otros productos. Desde Borburata se exportaban también mulas hacia Jamaica y otros lugares del Caribe, pese a que ya Puerto Cabello era otro punto de salida importante.

## Atracciones
Borburata es conocido por sus festividades religiosas, por ejemplo, celebra cada veinticuatro de junio las fiestas en honor a san Juan; y por el Parque nacional San Esteban, localizado en la cercanía. La zona de Borburata alberga una variedad de hábitats, como playas, manglares, corales y selvas tropicales.
En la población de Borburata se encuentra el santuario diocesano Santísimo Cristo de la Salud, celebrado por peregrinos y locales el 14 de septiembre. Los devotos suelen realizar una procesión que parte desde la iglesia de la Coromoto.

## Infraestructura
Borburata cuenta con tres escuelas: Unidad Educativa Agustín Armario, Grupo Escolar Cachiri, y la Unidad Municipal Rural Gañangó.
Petróleos de Venezuela tiene un patio de tanques y una zona recreacional en Borburata, muy cerca del hospital Naval y de la refinería El Palito.